# Филмографија Мета Дејмона
Метју „Мет” Пејџ Дејмон амерички је глумац и продуцент који је дебитовао на филму 1988. године, малом улогом у љубавној драми Мистична пица. Наредних година појављује се у неколико споредних улога. Године 1997, добија своју прву главну улогу у филму Чудотворац. Исте године, остварио је велики успех, играјући насловну улогу непризнатог генија Вила у филмској драми Добри Вил Хантинг, на чијем сценарију је радио заједно са Беном Афлеком. За ово дело, сценаријски дуо освојио је Оскара за најбољи оригинални сценарио, а Дејмон је номинован за најбољег глумца. Након тога уследиле су улоге војника у Спилберговој ратној драми Спасавање редова Рајана из 1988. године, и злочинца Тома у трилеру Талентовани господин Рипли из 1999. године. Мет Дејмон и амерички продуцент Шон Бејли постали су извршни продуценти документарног серијала Project Greenlight, који за циљ има пружање подршке почетницима у снимању својих првих филмова.
Током 2000-их година, Метова популарност је додатно расла захваљујући главним улогама у двеју успешних филмских франшиза. Играо је преваранта Лајнуса Калдвела у филмској акцији Играј своју игру, и шпијуна Џејсона Борна у четири филма из Борновог серијала. Године 2005, Мет је тумачио лик енергетског аналитичара у геополитичком трилеру Сиријана а након тога појављује се у улози Колина Саливана у криминалистички филм Двострука игра режисера Мартина Скорсезеа. Захваљујући улози рагбисте Франсоа Пиенара у спортској драми Непобедиви из 2009. коју је режирао Клинт Иствуд, Мет је добио још једну номинацију за Оскара за најбољу споредну улогу. Успешну сарадњу са Стивеном Спилбергом наставио је у криминалистичким филмовима Доушник! из 2009. и Мој живот с Либерачијем из 2013. године. У овом филмском остварењу тумачио је лик Скота Торсона, за шта је номинован за награду Еми за ударне термине.
Највећи комерцијални успех у којима је Мет имао водеће улоге, остварила су филмска остварења из 2010-их година. Посебно се издвајају комерцијални успеси вестерна Човек звани храброст из 2010, научнофантастичних акција Елизијум из 2013. и Марсовац: Спасилачка мисија из 2015. године. Са зарадом од преко 630 милиона долара, филм Марсовац, снимљен по сценарију Друа Годарда, у којем Мет тумачи улогу ботаничара заробљеног на Марсу, постао је филм са највећом зарадом у Дејмововој филмографији. За ову улогу освојио је награду Златни глобус и био је номинован са Оскара за најбољег глумца. Место најпрофитабилнијег филма преузео је Опенхајмер из 2023. године у којем Мет игра Леслија Гроувса. У наредним годинама, Мет је тумачио улоге у неколико филмова који су лоше прихваћени и код публике и код критичара. Велики успех остварио је улогом у спортској драми Ле Ман ’66: Славна 24 сата, у којој тумачи лик Керола Шелбиа. У америчко-британској историјској драми Последњи двобој, учествовао је као сценариста, режисер и главни глумац, а филм, упркос позитивним критикама, није имао комерцијални успех. Године 2023, Мет је тумачио лик Санија у биографској спортској драми Air у режији Бена Афлека.

## Филмографија

### Филм
| Означава филмове који још увек нису објављени | Означава филмове који још увек нису објављени |

| Година | Филм                                                | Улога                           | Напомена                               | Реф.          |
| ------ | --------------------------------------------------- | ------------------------------- | -------------------------------------- | ------------- |
| 1988.  | Мистична пица                                       | Стимер                          |                                        | [ 30 ]        |
| 1988.  | The Good Mother                                     |                                 |                                        | [ 31 ]        |
| 1989.  | Поље снова                                          | љубитељ бејзбола у Фенвеј парку | непотписан                             | [ 32 ]        |
| 1992.  | Школске везе                                        | Чарли Дилон                     |                                        | [ 33 ]        |
| 1993.  | Џеронимо                                            | потпоручник Бритон Дејвис       |                                        | [ 34 ]        |
| 1996.  | Дани славе                                          | Едгар Падвекер                  |                                        | [ 35 ]        |
| 1996.  | Храброст под паљбом                                 | специјалац Иларио               |                                        | [ 36 ]        |
| 1997.  | Луд за Ејми                                         | Шон Оран                        |                                        | [ 37 ]        |
| 1997.  | Чудотворац                                          | Руди Бејлор                     |                                        | [ 38 ]        |
| 1997.  | Добри Вил Хантинг                                   | Вил Хантинг                     | такође сценариста                      | [ 39 ]        |
| 1998.  | Спасавање редова Рајана                             | редов Џејмс Френсис Рајан       |                                        | [ 40 ]        |
| 1998.  | Покераши                                            | Мајк Мекдермот                  |                                        | [ 41 ]        |
| 1999.  | Догма                                               | Локи                            |                                        | [ 42 ]        |
| 1999.  | Талентовани господин Рипли                          | Том Рипли                       |                                        | [ 43 ]        |
| 2000.  | Титан П.З.                                          | Кејл Такер                      | гласовна улога                         | [ 44 ]        |
| 2000.  | Легенда о Багеру Венсу                              | Ренолф Џуно                     |                                        | [ 45 ]        |
| 2000.  | Упознати Форестера                                  | Стивен Сендерсон                | камео                                  | [ 46 ]        |
| 2000.  | Сви ти дивни коњи                                   | Џон Грејди Кол                  |                                        | [ 47 ]        |
| 2001.  | Џеј и Тихи Боб узвраћају ударац                     | Мет Дејмон/Вил Хантинг          | камео                                  | [ 48 ]        |
| 2001.  | Играј своју игру                                    | Лајнус Калдвел                  |                                        | [ 49 ]        |
| 2001.  | Маџестик                                            | Лук Тримбл (глас)               | гласовна улога                         | [ 50 ]        |
| 2002.  | Гери                                                | Гери                            | такође сценариста и уредник            | [ 51 ] [ 52 ] |
| 2002.  | Stolen Summer                                       | —                               | продуцент                              | [ 53 ]        |
| 2002.  | Храбри коњ Дух                                      | Дух (глас)                      | гласовна улога                         | [ 54 ]        |
| 2002.  | Сметало                                             | Кевин                           | камео; такође извршни продуцент        | [ 55 ]        |
| 2002.  | Борнов идентитет                                    | Џејсон Борн                     |                                        | [ 56 ]        |
| 2002.  | Исповести опасног ума                               | Мет                             | камео                                  | [ 57 ]        |
| 2002.  | Speakeasy                                           | —                               | Извршни продуцент                      | [ 58 ]        |
| 2003.  | The Battle of Shaker Heights                        | —                               | Извршни продуцент                      | [ 59 ]        |
| 2003.  | Ослони се на мене                                   | Боб Тенор                       |                                        | [ 60 ]        |
| 2004.  | Бруцоши у Европи                                    | Дони                            | камео                                  | [ 61 ]        |
| 2004.  | Девојка из Џерзија                                  |                                 | камео                                  | [ 62 ]        |
| 2004.  | Борнова надмоћ                                      | Џејсон Борн                     |                                        | [ 56 ]        |
| 2004.  | Играј своју игру 2                                  | Лајнус Калдвел                  |                                        | [ 63 ]        |
| 2004.  | Howard Zinn: You Can't Be Neutral on a Moving Train | наратор                         | документарац                           | [ 64 ]        |
| 2005.  | Magnificent Desolation: Walking on the Moon 3D      | Алан Шепард                     | документарац                           | [ 65 ] [ 66 ] |
| 2005.  | Браћа Грим                                          | Вилхелм Грим                    |                                        | [ 67 ]        |
| 2005.  | Сиријана                                            | Брајан Вудмен                   |                                        | [ 68 ]        |
| 2005.  | Feast                                               | —                               | извршни продуцент                      | [ 69 ]        |
| 2006.  | Двострука игра                                      | Колин Саливан                   |                                        | [ 70 ]        |
| 2006.  | Добри пастир                                        | Едвард Вилсон                   |                                        | [ 71 ]        |
| 2007.  | Играј своју игру 3                                  | Лајнус Калдвел                  |                                        | [ 72 ]        |
| 2007.  | Борнов ултиматум                                    | Џејсон Борн                     |                                        | [ 56 ]        |
| 2007.  | Младост без младости                                | репортер часописа Лајф          | непотписан                             | [ 73 ]        |
| 2007.  | Running the Sahara                                  | наратор                         | документарац; такође извршни продуцент | [ 74 ]        |
| 2008.  | Че 2                                                | Фр. Шворц                       |                                        | [ 75 ]        |
| 2008.  | Поњо на литици изнад мора                           | Коичи (глас)                    | енглеска синхронизација                |               |
| 2009.  | Доушник!                                            | Марк Витакер                    |                                        | [ 18 ]        |
| 2009.  | Непобедиви                                          | Франсоа Пиенар                  |                                        | [ 14 ]        |
| 2010.  | Зелена зона                                         | Рој Милер                       |                                        | [ 76 ]        |
| 2010.  | Други живот                                         | Џорџ Логан                      |                                        | [ 77 ]        |
| 2010.  | Човек звани храброст                                | Ла Беф                          |                                        | [ 78 ]        |
| 2010.  | Глобална криза                                      | наратор                         | документарац                           | [ 79 ]        |
| 2011.  | Агенти судбине                                      | Дејвид Норис                    |                                        | [ 80 ]        |
| 2011.  | Зараза                                              | Томас Емхоф                     |                                        | [ 81 ]        |
| 2011.  | Маргарет                                            | Арон                            |                                        | [ 82 ]        |
| 2011.  | Плес малог пингвина 2                               | Бил (глас)                      | гласовна улога                         | [ 83 ]        |
| 2011.  | Купили смо зоо врт                                  | Бенџамин Ми                     |                                        | [ 84 ]        |
| 2012.  | Обећана земља                                       | Стив Батлер                     | такође сценариста и продуцент          | [ 85 ]        |
| 2013.  | Мој живот с Либерачијем                             | Скот Торсон                     |                                        | [ 19 ]        |
| 2013.  | Елизијум                                            | Макс да Коста                   |                                        | [ 87 ]        |
| 2013.  | Нулта теорема                                       | Менаџмент                       |                                        | [ 88 ]        |
| 2014.  | Операција: Чувари наслеђа                           | Џејмс Грејнџер                  |                                        | [ 89 ]        |
| 2014.  | The Man Who Saved the World                         | самог себе                      | документарац                           | [ 90 ]        |
| 2014.  | Међузвездани                                        | др Ман                          |                                        | [ 91 ]        |
| 2015.  | Марсовац: Спасилачка мисија                         | Марк Ватни                      |                                        | [ 92 ]        |
| 2016.  | Манчестер на Мору                                   | —                               | продуцент                              | [ 93 ]        |
| 2016.  | Џејсон Борн                                         | Џејсон Борн                     | такође сценариста и продуцент          | [ 11 ]        |
| 2016.  | Велики кинески зид                                  | Вилијам Гарин                   |                                        | [ 94 ]        |
| 2017.  | Bending the Arc                                     | —                               | документарац; извршни продуцент        | [ 95 ]        |
| 2017.  | Downsizing                                          | Паул                            |                                        | [ 96 ]        |
| 2017.  | Предграђе                                           | Гарднер Лоџ                     |                                        | [ 97 ]        |
| 2017.  | Тор: Рагнарок                                       | Локи глумац                     | непотписани камео                      | [ 98 ]        |
| 2018.  | Unsane                                              | Detective Ferguson              | камео                                  | [ 99 ]        |
| 2018.  | Дедпул 2                                            | реднек #1                       | камео                                  | [ 100 ]       |
| 2018.  | Оушнових 8                                          | Лајнус Калдвел                  | камео (избрисана сцена)                | [ 101 ]       |
| 2019.  | Ле Ман '66: Славна 24 сата                          | Керол Шелби                     |                                        | [ 102 ]       |
| 2019.  | Jay and Silent Bob Reboot                           | Локи                            | камео                                  | [ 103 ]       |
| 2021.  | No Sudden Move                                      | Мајк / Mr. Big                  | непотписан камео                       | [ 104 ]       |
| 2021.  | Stillwater                                          | Били                            |                                        | [ 105 ]       |
| 2021.  | Последњи двобој                                     | Жан де Каруж                    |                                        | [ 106 ]       |
| 2022.  | Тор: Љубав и гром                                   | Локи глумац                     | камео                                  | [ 107 ]       |
| 2023.  | Air                                                 | Сони Вакаро                     |                                        | [ 108 ]       |
| 2023.  | Опенхајмер                                          | Лесли Гроувс                    |                                        | [ 109 ]       |
| 2023.  | Drive-Away Dolls                                    | сенатор Гари Ченел              | камео                                  | [ 110 ]       |
| 2024.  | IF                                                  |                                 | гласовна улога; послепродукција        | [ 111 ]       |
| 2024.  | Small Things like These                             | —                               | послепродукција; извршни продуцент     |               |
| 2024.  | The Instigators                                     |                                 | снимање у току; такође продуцент       | [ 112 ]       |
| Н/Д    | Unstoppable                                         | Н/Д                             | снимање у току; продуцент              | [ 113 ]       |
| Н/Д    | The Accountant 2                                    | Н/Д                             | у развоју; продуцент                   | [ 114 ]       |
| Н/Д    | Kiss of the Spider Woman                            | Н/Д                             | у развоју; продуцент                   | [ 115 ]       |

### Телевизија
| Означава филмове који још увек нису објављени | Означава филмове који још увек нису објављени |

| Година           | Филм / Пројекат             | Улога                       | Напомена                                      | Реф.            |
| ---------------- | --------------------------- | --------------------------- | --------------------------------------------- | --------------- |
| 1990.            | Rising Son                  | Чарлс Робинсон              | телевизијски филм                             | [ 116 ]         |
| 1995.            | The Good Old Boys           | Koton Каловеј               | телевизијски филм                             | [ 117 ]         |
| 2001–2005, 2015. | Project Greenlight          | себе                        | извршни продуцент                             | [ 7 ] [ 118 ]   |
| 2002.            | Push, Nevada                | Н/Д                         | извршни продуцент                             | [ 119 ]         |
| 2002.            | The Bernie Mac Show         | себе                        | епизода: „Keep It on the Short Grass”         | [ 120 ]         |
| 2002.            | Вил и Грејс                 | Oven                        | епизода: „A Chorus Lie”                       | [ 121 ]         |
| 2002, 2018.      | Уживо суботом увече         | себе / домаћин, Брет Кавано | 3 епизоде                                     | [ 122 ] [ 123 ] |
| 2003–2014.       | Journey to Planet Earth     | наратор                     | документарац; 9 епизода                       | [ 124 ]         |
| 2006–и даље      | Jimmy Kimmel Live!          | себе                        | талк шоу; 26 епизода                          | [ 125 ]         |
| 2007.            | Arthur                      | себе (глас)                 | епизода: „The Making of Arthur/Dancing Fools” | [ 126 ]         |
| 2009.            | Свита                       | себе                        | епизода: „Give a Little Bit”                  | [ 127 ]         |
| 2009.            | The People Speak            | себе                        | документарац; извршни продуцент               | [ 128 ] [ 129 ] |
| 2010.            | Cubed                       | себе                        | епизода: „Welcome Matt Damon”                 | [ 130 ]         |
| 2010–2011.       | 30 Rock                     | К. Бернет                   | 4 епизоде                                     | [ 122 ]         |
| 2013.            | House of Lies               | себе                        | епизода: „Damonschildren.org”                 | [ 131 ]         |
| 2014.            | Years of Living Dangerously | себе                        | документарац; епизода: „A Dangerous Future”   | [ 132 ]         |
| 2015.            | The Leisure Class           | Н/Д                         | телевизијски филм; извршни продуцент          | [ 133 ]         |
| 2016.            | The Runner                  | Н/Д                         | извршни продуцент                             | [ 134 ]         |
| 2016.            | Incorporated                | Н/Д                         | извршни продуцент                             | [ 135 ]         |
| 2019–2022.       | City on a Hill              | Н/Д                         | извршни продуцент                             | [ 136 ]         |
| 2024.            | We Were the Lucky Ones      | Н/Д                         | извршни продуцент                             | [ 137 ]         |